# Hugo Salas Wenzel
Pour les articles homonymes, voir Wenzel.
Hugo Salas Wenzel (né à Copiapó le 30 octobre 1935 et mort le 11 août 2021) est un ex-général de l'armée chilienne, en fonctions sous la dictature de Pinochet. Diplômé de l'École des Amériques, il fut directeur de la CNI (Central Nacional de Información), nouveau nom de la DINA, la police politique du régime, entre 1986 et 1988. Salas a été le premier haut responsable militaire condamné à perpétuité pour violations contre les droits de l'homme commises sous Pinochet, la Cour suprême entérinant la sentence en août 2007.

## Opération Albania et Villa Grimaldi
Sous sa direction, la CNI fut impliquée dans l'opération Albania, dont faisait partie le massacre de Corpus Christi le 15 et 16 juin 1987, lors duquel 12 membres du Front patriotique Manuel Rodríguez (FPMR) furent assassinés de sang-froid dans divers lieux de Santiago du Chili. Il s'agissait de représailles contre la tentative d'assassinat contre Pinochet de 1986 ; l'armée prétendit par la suite qu'ils étaient morts au cours d'une fusillade. Quatre jours auparavant, une Cour d'appel avait décrété le FMPR « association illicite terroriste » .
En 1990, le Parlement apprit que Wenzel avait vendu en 1987 la Villa Grimaldi, centre de torture dans les années 1970, à une entreprise de construction pour 10 millions de pesos. Il annula la transaction, affirmant que le général n'avait pas le droit de vendre une propriété de l'État, et finit par transformer la Villa en monument de commémoration.

## Procès
Alors à la retraite, le général Wenzel et Humberto Leiva, sous-directeur de la CNI en 1987, furent inculpés le 29 octobre 1999 pour ce crime, environ un an après l'arrestation de Pinochet à Londres. À cette date, 6 officiers de haut rang avaient été inculpés ou condamnés pour violation des droits de l'homme sous la dictature . L'enquête concernant l'Opération Albania avait commencé avant, mais ne fut transférée à la justice civile qu'en 2000.
En janvier 2005, le général Wenzel, seul à ne pas avouer le crime, fut condamné à perpétuité pour ce massacre ; en tout 26 agents de la CNI ont été inculpés pour l'opération Albania. Il fit appel, étant mis en libération conditionnelle, mais en août 2007 la Cour suprême maintint la sentence. Quatre autres militaires ont été condamnés à de la prison ferme. Les familles des victimes reçurent des compensations économiques de l'État .
Incarcéré à la prison de Punta Peuco contrôlée par les militaires, et bénéficiant d'un régime favorable, selon le droit chilien, Wenzel, alors septuagénaire, devra néanmoins au minimum purger une peine de 20 ans de prison avant d'être libéré. La loi d'amnistie promulguée par Pinochet lui-même, et encore en vigueur, ne couvre que les crimes commis entre le coup d'État du 11 septembre 1973 et 1978.